# Boczki Domaradzkie
Boczki Domaradzkie – wieś w Polsce położona w województwie łódzkim, w powiecie zgierskim, w gminie Głowno.
Do 19 lipca 1924 wieś Boczki Domaradzkie nosiła nazwę: Aleksowo (gmina Lubianków, powiat łowicki). W latach 1954–1959 wieś należała i była siedzibą władz gromady Boczki Domaradzkie, po jej zniesieniu w gromadzie Antoniew. W latach 1975–1998 miejscowość należała administracyjnie do ówczesnego województwa łódzkiego.
We wsi działa Ochotnicza Straż Pożarna i jest pomnik upamiętniający 15 pułk ułanów Poznańskich.
Przepływa przez nią Mroga oraz stoi stary niedziałający młyn wodny.